# A Ferencvárosi TC 1910–1911-es szezonja
A Ferencvárosi TC 1910–1911-es szezonja szócikk a Ferencvárosi TC első számú férfi labdarúgócsapatának egy szezonjáról szól, mely összességében és sorozatban is a 10. idénye volt a csapatnak a magyar első osztályban. A klub fennállásának ekkor volt a 12. évfordulója.

## Mérkőzések
| Színmagyarázat | Színmagyarázat |
| -------------- | -------------- |
|                | Győzelem.      |
|                | Döntetlen.     |
|                | Vereség.       |

### Bajnokság (I. osztály) 1910–11

#### Őszi fordulók
| 1910. szeptember 4. |

| Ferencváros     | 3 – 2       | Budapesti TC |
| --------------- | ----------- | ------------ |
| Schlosser Varga | Jegyzőkönyv |              |

| Budapest |

| 1910. szeptember 11. |

| Ferencváros            | 8 – 3       | Nemzeti SC |
| ---------------------- | ----------- | ---------- |
| Schlosser Pataki Weisz | Jegyzőkönyv |            |

| Budapest |

| 1910. október 10. |

| Terézvárosi TC | 0 – 4       | Ferencváros            |
| -------------- | ----------- | ---------------------- |
|                | Jegyzőkönyv | Schlosser Weisz Koródy |

| Budapest |

| 1910. október 17. |

| Törekvés SE | 1 – 4       | Ferencváros      |
| ----------- | ----------- | ---------------- |
|             | Jegyzőkönyv | Schlosser Koródy |

| Budapest |

| 1910. október 23. |

| Budapesti AK | 2 – 4       | Ferencváros              |
| ------------ | ----------- | ------------------------ |
|              | Jegyzőkönyv | Schlosser Szeitler Weisz |

| Budapest |

| 1910. október 30. |

| Újpest | 1 – 7       | Ferencváros                             |
| ------ | ----------- | --------------------------------------- |
|        | Jegyzőkönyv | Schlosser Varga Weinber II Koródy Weisz |

| Budapest |

| 1910. november 13. |

| Magyar AC | 3 – 0       | Ferencváros |
| --------- | ----------- | ----------- |
|           | Jegyzőkönyv |             |

| Budapest |

| 1910. november 28. |

| MTK | 2 – 1       | Ferencváros |
| --- | ----------- | ----------- |
|     | Jegyzőkönyv | Koródy      |

| Budapest |

| 1910. december 26. |

| 33 FC | 0 – 7       | Ferencváros                         |
| ----- | ----------- | ----------------------------------- |
|       | Jegyzőkönyv | Koródy Bródy Rumbold Szeitler Weisz |

| Budapest |

- Az 1910. október 2-án lejátszott mérkőzés újrajátszása. A megóvott mérkőzést a Ferencváros 1 – 0-ra elvesztette.

#### Tavaszi fordulók
| 1911. február 12. |

| Ferencváros | 2 – 1       | MTK |
| ----------- | ----------- | --- |
| Schlosser   | Jegyzőkönyv |     |

| Üllői út, Budapest |

| 1911. február 26. |

| Budapesti TC | 0 – 5       | Ferencváros               |
| ------------ | ----------- | ------------------------- |
|              | Jegyzőkönyv | Szeitler Koródy Schlosser |

| Budapest |

| 1911. március 5. |

| Ferencváros     | 2 – 0       | 33 FC |
| --------------- | ----------- | ----- |
| Schlosser Pápai | Jegyzőkönyv |       |

| Üllői út, Budapest |

| 1911. március 25. |

| Nemzeti SC | 1 – 3       | Ferencváros               |
| ---------- | ----------- | ------------------------- |
|            | Jegyzőkönyv | Schlosser Szeitler Koródy |

| Üllői út, Budapest |

| 1911. április 9. |

| Ferencváros                     | 5 – 1       | Törekvés SE |
| ------------------------------- | ----------- | ----------- |
| Schlosser Weisz Szeitler Borbás | Jegyzőkönyv |             |

| Üllői út, Budapest |

| 1911. április 23. |

| Ferencváros                     | 7 – 0       | Terézvárosi TC |
| ------------------------------- | ----------- | -------------- |
| Schlosser Szeitler Bródy Koródy | Jegyzőkönyv |                |

| Üllői út, Budapest |

| 1911. április 30. |

| Ferencváros     | 7 – 1       | Újpest |
| --------------- | ----------- | ------ |
| Schlosser Weisz | Jegyzőkönyv |        |

| Üllői út, Budapest |

| 1911. május 14. |

| Ferencváros        | 5 – 1       | Magyar AC |
| ------------------ | ----------- | --------- |
| Schlosser Szeitler | Jegyzőkönyv |           |

| Üllői út, Budapest |

| 1911. május 28. |

| Ferencváros      | 3 – 0       | Budapesti AK |
| ---------------- | ----------- | ------------ |
| Schlosser Koródy | Jegyzőkönyv |              |

| Üllői út, Budapest |

#### A végeredmény
| #  | Csapat          | J  | Gy | D | V  | Rg | Kg | Gk  | P  | Megjegyzés |
| -- | --------------- | -- | -- | - | -- | -- | -- | --- | -- | ---------- |
| 1  | Ferencvárosi TC | 18 | 16 | - | 2  | 77 | 19 | +58 | 32 | Bajnok     |
| 2  | MTK             | 18 | 10 | 4 | 4  | 37 | 18 | +19 | 24 |            |
| 3  | Bp. Törekvés SE | 18 | 9  | 4 | 5  | 44 | 33 | +11 | 22 |            |
| 4  | Budapesti AK    | 18 | 9  | 3 | 6  | 38 | 28 | +10 | 21 |            |
| 5  | Budapesti TC    | 18 | 7  | 4 | 7  | 29 | 33 | -4  | 18 |            |
| 6  | MAC             | 18 | 8  | 1 | 9  | 32 | 35 | -3  | 17 |            |
| 7  | Terézvárosi TC  | 18 | 5  | 3 | 10 | 18 | 48 | -30 | 13 |            |
| 8  | Nemzeti SC      | 18 | 4  | 4 | 10 | 26 | 40 | -14 | 12 |            |
| 9  | 33 FC           | 18 | 4  | 5 | 9  | 18 | 37 | -19 | 11 |            |
| 10 | Újpesti TE      | 18 | 2  | 4 | 12 | 23 | 51 | -28 | 8  | Kiesett    |

1. ↑  2 büntetőpont levonva

### Magyar kupa
| 1911. június 11. |

| Ferencváros            | 4 – 1       | Budapesti TC |
| ---------------------- | ----------- | ------------ |
| Weisz Schlosser Pataki | Jegyzőkönyv |              |

| Üllői út, Budapest |

### Egyéb mérkőzések
| 1910. augusztus 28. |

| Ferencváros              | 3 – 0       | KAOE |
| ------------------------ | ----------- | ---- |
| Schlosser Szeitler Pápai | Jegyzőkönyv |      |

| Budapest |

| 1910. szeptember 18. |

| Ferencváros            | 4 – 2       | Wiener AC |
| ---------------------- | ----------- | --------- |
| Weisz Pataki Schlosser | Jegyzőkönyv |           |

| Budapest |

| 1910. szeptember 28. |

| Wiener SC | 4 – 2       | Ferencváros      |
| --------- | ----------- | ---------------- |
|           | Jegyzőkönyv | Koródy Schlosser |

| Bécs |

| 1910. november 1. |

| Ferencváros      | 2 – 2       | Wiener AC |
| ---------------- | ----------- | --------- |
| Koródy Schlosser | Jegyzőkönyv |           |

| Budapest |

| 1910. november 20. |

| Wiener AC | 1 – 10      | Ferencváros             |
| --------- | ----------- | ----------------------- |
|           | Jegyzőkönyv | Schlosser Koródy Pataki |

| Bécs |

| 1910. december 11. |

| Ferencváros  | 3 – 1       | KAOE |
| ------------ | ----------- | ---- |
| Pataki Weisz | Jegyzőkönyv |      |

| Budapest |

| 1910. december 18. |

| Ferencváros      | 3 – 0       | Budapesti TC |
| ---------------- | ----------- | ------------ |
| Schlosser Koródy | Jegyzőkönyv |              |

| Budapest |

| 1911. február 19. |

| Ferencváros            | 5 – 0       | Törekvés SE |
| ---------------------- | ----------- | ----------- |
| Schlosser Koródy Weisz | Jegyzőkönyv |             |

| Üllői út, Budapest |

| 1911. március 19. |

| Ferencváros  | 2 – 1       | Wiener AC |
| ------------ | ----------- | --------- |
| Koródy Payer | Jegyzőkönyv |           |

| Üllői út, Budapest |

| 1911. március 26. |

| Ferencváros             | 6 – 0       | Teplitzer FC |
| ----------------------- | ----------- | ------------ |
| Koródy Schlosser Borbás | Jegyzőkönyv |              |

| Üllői út, Budapest |

| 1911. április 1. |

| FTC, MTK, NSC vegyes     | 5 – 1       | Young Boys |
| ------------------------ | ----------- | ---------- |
| Koródy Schlosser Taussig | Jegyzőkönyv |            |

| Üllői út, Budapest |

| 1911. április 2. |

| Ferencváros      | 3 – 0       | Young Boys |
| ---------------- | ----------- | ---------- |
| Schlosser Koródy | Jegyzőkönyv |            |

| Üllői út, Budapest |

| 1911. április 16. |

| DFC Brno | 0 – 3       | Ferencváros  |
| -------- | ----------- | ------------ |
|          | Jegyzőkönyv | Pataki Rónay |

| Brno |

| 1911. április 17. |

| Ferencváros              | 3 – 0       | English Wanderers |
| ------------------------ | ----------- | ----------------- |
| Schlosser Szeitler Weisz | Jegyzőkönyv |                   |

| Üllői út, Budapest |

| 1911. május 7. |

| Ferencváros        | 7 – 4       | Cricketer |
| ------------------ | ----------- | --------- |
| Varga Pataki Pápai | Jegyzőkönyv |           |

| Üllői út, Budapest |

| 1911. május 21. |

| Ferencváros | 1 – 1       | Celtic |
| ----------- | ----------- | ------ |
| Schlosser   | Jegyzőkönyv |        |

| Üllői út, Budapest |

| 1911. május 25. |

| Ferencváros | 2 – 2       | Oldham Athletic |
| ----------- | ----------- | --------------- |
| Schlosser   | Jegyzőkönyv |                 |

| Üllői út, Budapest |

| 1911. június 4. |

| Ferencváros | 1 – 8       | Blackburn Rovers |
| ----------- | ----------- | ---------------- |
| Payer       | Jegyzőkönyv |                  |

| Üllői út, Budapest |

| 1911. június 15. |

| Ferencváros | 4 – 2       | Budapesti AK |
| ----------- | ----------- | ------------ |
| Schlosser   | Jegyzőkönyv |              |

| Üllői út, Budapest |